# Ralph Beard
Pour les articles homonymes, voir Beard.
Ralph Milton Beard, Jr., né le 2 décembre 1927 à Hardinsburg dans le Kentucky et décédé le 29 novembre 2007 à Louisville dans le Kentucky, est un ancien joueur américain professionnel de basket-ball.
Il est membre des "Fabulous Five" de l'équipe universitaire des Wildcats du Kentucky d'Adolph Rupp, championne NCAA deux années de suite en 1948 et 1949.
Il fait également partie de l'équipe américaine médaillée d'or aux Jeux olympiques de 1948. À l'issue de la saison 1950-1951, il est suspendu avec Alex Groza à vie de la NBA par le commissioner Maurice Podoloff quand les joueurs avouèrent avoir effectué des paris lors de leurs carrières universitaires, ce qui est interdit.